# HD 138213
HD 138213，又名BD+47 2227，SAO 45562、HR 5752，是一颗恒星，视星等为6.15，位于銀經76.76，銀緯53.35，其B1900.0坐标为赤經15h 25m 31.3s，赤緯+47° 53.35′ 45″。